# Paracanthonchus elongatus
Paracanthonchus elongatus är en rundmaskart som först beskrevs av De Man 1907.  Paracanthonchus elongatus ingår i släktet Paracanthonchus och familjen Cyatholaimidae. Arten är reproducerande i Sverige. Inga underarter finns listade i Catalogue of Life.